# ریو کلارو (سائوپائولو)
ریو کلارو (به پرتغالی: Rio Claro) یک شهر و شهر و شهرداری در برزیل است که در ایالت سائو پائولو واقع شده‌است. ریو کلارو ۴۹۸٫۴۲۲ کیلومتر مربع مساحت و ۲۰۱٫۴۷۳ نفر جمعیت دارد.